# کورنویل (آریزونا)
کورنویل (به انگلیسی: Cornville) یک منطقهٔ مسکونی در ایالات متحده آمریکا است که در شهرستان یاواپای، آریزونا واقع شده‌است. کورنویل ۳۴٫۰۸ کیلومتر مربع مساحت و ۳٬۲۸۰ نفر جمعیت دارد و ۹۸۳ متر بالاتر از سطح دریا قرار دارد.